# Jean-Claude Mimran
Jean-Claude Mimran (* 1945) ist ein französischer Unternehmer und Kunstsammler. Sein Name war seit mindestens 2006 unter den 300 reichsten Schweizern gelistet. Er wohnt in Gstaad in der Schweiz.

## Leben
Jean-Claude Mimran ist Sohn von Jacques Mimran, der in Algerien unter ärmlichen Verhältnissen als sephardischer Jude aufwuchs und sich zum Zuckerfabrikanten und Reeder hocharbeitete, jedoch im Zweiten Weltkrieg alles wieder verlor und wieder von vorn anfangen musste. Jacques war mit einer Korsin verheiratet, sodass sich der Sohn Jean-Claude als korsischer Jude versteht. Als Algerienfranzosen verließ die Familie Algerien und wählte die Schweiz als Wohnsitz.
Jean-Claude Mimran hat zwei Brüder, mit denen zusammen er nach dem frühen Tod des Vaters 1975 dessen Unternehmensgruppe, die in Monaco ansässige Groupe Mimran leitet. Dazu gehört namentlich die noch von seinem Vater gegründete Compagnie Sucrière Sénégalaise (CSS) in Richard Toll in Senegal, in der sein ganzes Vermögen steckte und die nach dem Stand von 2006 in einer Zuckerraffinerie und auf der 8200 Hektar umfassenden Zuckerrohrplantage ganzjährig 2400 Arbeiter und während der siebenmonatigen Erntesaison 5200 Arbeiter beschäftigt.
Neben Dienstleistungen und Bankgeschäften umfasst die Unternehmensgruppe auch die kanadische Minengesellschaft Teranga Gold, die seit 2009 in der südsenegalesischen Region Kédougou im Tagebau bei Sabodala eine Goldmine betreibt.
Jean-Claude Mimran ist Vater von fünf Kindern aus zwei Ehen. Nach dem Abitur trat er in das Familienunternehmen ein und bewährte sich in verschiedenen Positionen. Nach dem Militärdienst in Frankreich brach er nach Afrika auf. Vom 22. Lebensjahr an arbeitete er dort acht Jahre lang an der Seite seines Vaters bis zu dessen Tod.